# Rathaus Reinickendorf (metrostation)
Rathaus Reinickendorf is een station van de metro van Berlijn in het stadsdeel Wittenau (district Reinickendorf). Het metrostation bevindt zich onder een park tussen de Eichborndamm en de straat Am Nordgraben, nabij het districtsraadhuis van Reinickendorf. Het station opende op 24 september 1994 en is onderdeel van lijn U8.
Station Rathaus Reinickendorf werd gebouwd in het kader van de verlenging van de U8 richting het Märkisches Viertel, een grootschalige nieuwbouwwijk die men al sinds de bouw in de zestiger jaren wilde aansluiten op het metronet. In 1987 werd de lijn al doorgetrokken naar Paracelsus-Bad, in het centrum van Reinickendorf, zeven jaar later volgde de verlenging naar station Wittenau, eigenlijk nog net buiten het Märkisches Viertel gelegen.

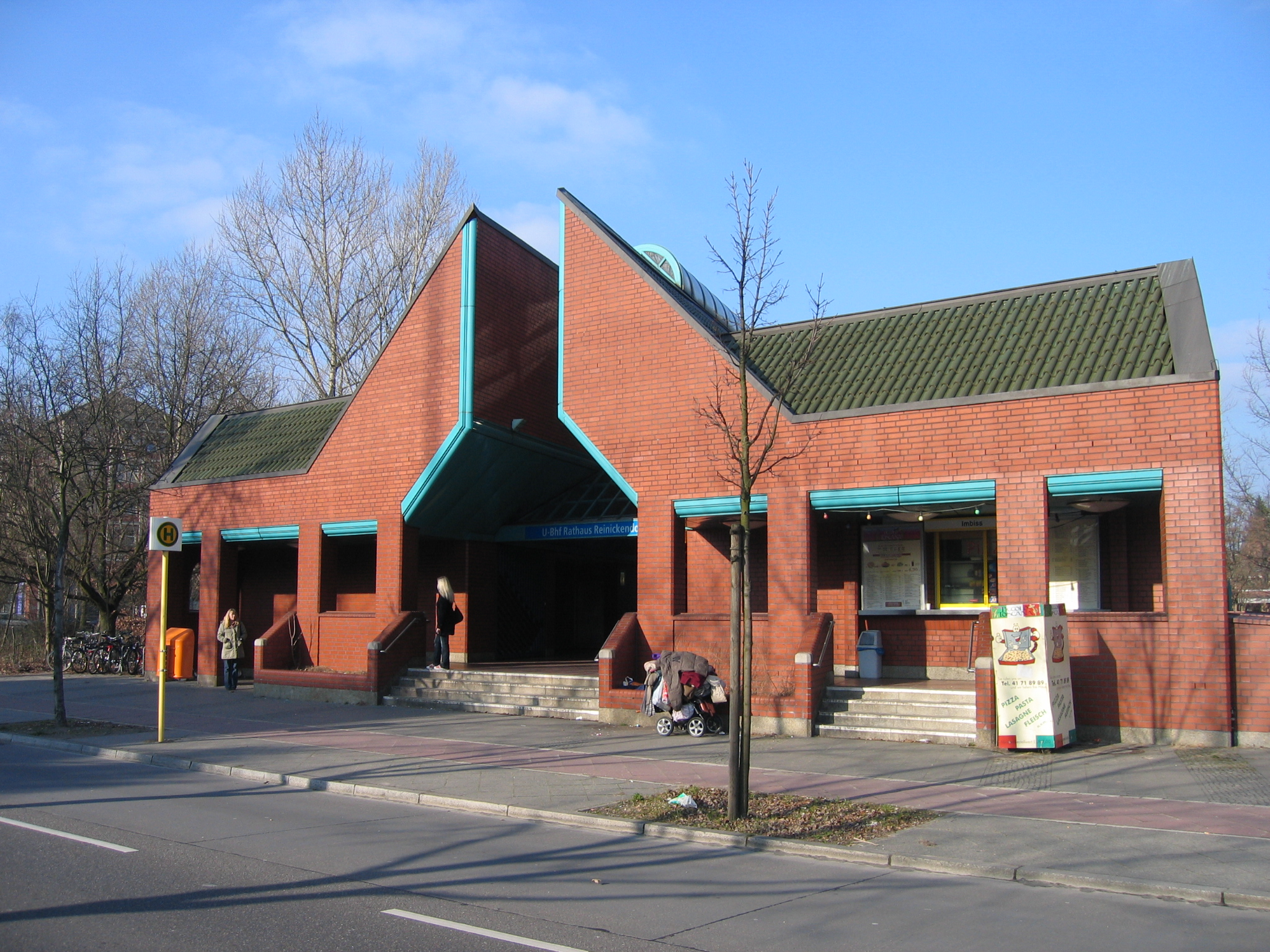
Het over de Nordgraben gebouwde toegangsgebouw

De stations op het noordelijke deel van de U8, alle van de hand van architect Rainer Rümmler, onderscheiden zich door een monumentaal ontwerp, dat deels teruggrijpt op eerdere stijlperiodes. De wanden en zuilen van station Rathaus Reinickendorf zijn bekleed met rode bakstenen, waaruit ook het naamgevende raadhuis is opgetrokken. De in een motief geplaveide vloeren, de gedetailleerde daksconstructie met dwarsbalken, sierlijke lampen en natuurstenen decoraties op de wanden geven het station een statige uitstraling. Interessant is ook het ruim uitgevoerde, roodbakstenen toegangsgebouw aan de zuidzijde van het station, dat als een brug over de Nordgraben gebouwd is. De noordelijke uitgangen leiden via een tussenverdieping naar beide zijden van de Eichborndamm. Hier bevindt zich tevens een lift.
De aansluitende tunnel richting station Karl-Bonhoeffer-Nervenklink werd als een van de weinige in Berlijn geboord. Men koos hier voor de boorschildtechniek om de rust in het psychiatrische ziekenhuis onder het terrein waarvan de tunnel verloopt niet te verstoren.